# Jean-Baptiste-Michel Dupréel
Jean-Baptiste-Michel Dupréel (Paris, 1765 - Paris, juin 1827) est un graveur français marqué par le néoclassicisme.

## Biographie
Né à Paris en 1765, Jean-Baptiste-Michel Dupréel est l'élève d'Antoine-Jean Duclos et Nicolas de Launay.
Considéré par Henri Beraldi comme étant principalement un concepteur de vignettes illustratives destinées à des ouvrages littéraires, ainsi qu'un « finisseur », venant terminer des eaux-fortes commencées par d'autres — dont Jean-Baptiste-Michel et Louis Pauquet —, Dupréel semble avoir toutefois exécuté et signé seul un certain nombre d'estampes de grand format.
En 1793, il expose au Salon de Paris une pièce gravée intitulée Un concert, d'après le recueil de la Galerie de Florence dirigé par Pierre-François Basan ; il est mentionné comme résidant rue de l'Orillon. En 1797, son adresse professionnelle est mentionnée rue Franciade, au 122.

Portrait gravé de Pierre-Victor de Besenval (1805), d'après Henri-Pierre Danloux.

Ses travaux sont identifiés au sein de nombreuses entreprises collectives d'édition, par exemple chez François-Ambroise Didot, et souvent aux côtés de Jean Duplessis-Bertaux, par exemple dans les Tableaux de la Révolution et les Campagnes d'Italie. Sous le Premier Empire, époque durant laquelle il est le plus productif, il fait partie des graveurs recrutés pour travailler sur le recueil intitulé Le Livre du Sacre de l'Empereur, traduisant entre autres un dessin de Jean-Baptiste Isabey et Pierre Fontaine. D'autres recueils parmi les plus notables incluent le Musée français commencé vers 1803 et achevé en 1828,, une édition des œuvres complètes de Jean de La Fontaine (1795-1814), et surtout celles de Jean-Jacques Rousseau terminées en 1817 et comprenant 64 figures supervisées par Dupréel et appelées « Collection de Dupréel ». L'un de ses derniers travaux d'illustration gravés reste les deux frontispices du recueil Les Veillées des Antilles de Marceline Desbordes-Valmore publié en 1821.
Jean-Baptiste-Michel Dupréel meurt dans l'ancien 12e arrondissement de Paris en juin 1827.